# Emma Nordin
Emma Nordin (* 22. März 1991 in Örnsköldsvik) ist eine schwedische Eishockeyspielerin, die seit Juni 2022 erneut beim Luleå HF in der höchsten schwedischen Frauen-Spielklasse, der Svenska damhockeyligan (SDHL), spielt.

## Karriere
Emma Nordin begann ihre Karriere im Nachwuchsbereich von MODO Hockey in ihrer Heimatstadt Örnsköldsvik. Ab 2003 spielte sie für MODOs Frauenteam in der damaligen Division 1, zunächst auf der Verteidigerposition. Am Ende der Saison 2005/06 wurde sie mit MODO schwedischer Vizemeister. 2012 erreichte sie mit MODO den Gewinn der schwedischen Meisterschaft, ehe sie 2013 aus der Verteidigung auf die Position der Mittelstürmerin wechselte.
Vor der Saison 2015/16 wechselte sie zu Luleå HF, mit dem sie 2016 den ersten Meistertitel der Vereinsgeschichte gewann. In den folgenden Jahren gewann sie regelmäßig die schwedische Meisterschaft mit dem Klub und wurde persönlich mehrfach als beste Stürmerin der Liga ausgezeichnet. Zudem erhielt sie 2018 und 2019 jeweils die Auszeichnung als Spielerin des Jahres (Årets spelare).
Am Ende der Saison 2020/21 lief sie in den Playoffs für die KRS Vanke Rays in der Schenskaja Hockey-Liga auf und erhielt anschließend einen Vertrag auch für die Saison 2021/22. Da der Spielbetrieb in der russischen Frauen-Eishockeyliga jedoch verspätet startete, absolvierte sie zunächst einige SDHL-Spiele für Luleå. Am Ende der Saison 2021/22 gewann sie mit den Vanke Rays die russische Meisterschaft.

### International
Für die schwedischen Nationalmannschaften absolvierte sie 15 Spiele in der U18-Auswahl. Dabei belegte sie mit dem U18-Team bei der U18-Frauen-Weltmeisterschaft 2008 den 4. Platz, im folgenden Jahr den 3. Platz und gewann damit die Bronzemedaille. Parallel dazu wurde sie erstmals für die A-Nationalmannschaft nominiert und belegte mit dieser bei der Weltmeisterschaft 2008 den 5. Platz, im nächsten Jahr den 4. Platz wie auch bei den Olympischen Winterspielen 2010.
Weitere Teilnahmen an Weltmeisterschaften folgten 2011, 2015 und 2017. Bei den Olympischen Winterspielen 2014 erreichte sie mit den schwedischen Frauen erneut Platz 4.

## Erfolge und Auszeichnungen
- 2006 Schwedische Vizemeisterin mit MODO Hockey
- 2009 Bronzemedaille bei der U18-Weltmeisterschaft
- 2012 Schwedische Meisterin mit MODO Hockey
- 2016 Schwedische Meisterin mit Luleå HF
- 2016 Beste Stürmerin der SDHL
- 2018 Schwedische Meisterin mit Luleå HF
- 2018 Årets spelare (Spielerin des Jahres in Schweden)
- 2019 Schwedische Meisterin mit Luleå HF
- 2019 Beste Stürmerin der SDHL
- 2019 Toptorschützin der SDHL-Hauptrunde (31 Tore) und -Playoffs (11)
- 2019 Årets spelare
- 2021 Schwedische Meisterin mit Luleå HF
- 2022 Russische Meisterin mit den KRS Vanke Rays
- 2023 Schwedische Meisterin mit Luleå HF
- 2024 Schwedische Meisterin mit Luleå HF